# Susanne Schreiber
Susanne Schreiber (* 1976) ist eine deutsche Neurophysiologin.

## Leben und Wirken
Schreiber hat seit 2015 die Professur für Theoretische Neurophysiologie an der Humboldt-Universität zu Berlin inne und ist seit 2020 Mitglied des deutschen Ethikrates (siehe Mitglieder).
Sie ist auch Vorsitzende des Bernstein Netzwerk Computational Neuroscience, Scholar im FENS-Kavli Network of Excellence, Mitglied im Leitungsgremium des Bernstein-Zentrums Berlin, Mitglied des Akademischen Senats der Humboldt-Universität zu Berlin, Mitglied in der Neurowissenschaftlichen Gesellschaft, Mitglied im ProFiL Netzwerkverein und im Genshagener Kreis. 